# Szopsko Rudare
Szopsko Rudare, Šopsko Rudare (maced. Шопско Рударе) – wieś w północno-wschodniej Macedonii Północnej, w gminie Kratowo.